# 47e Match des étoiles de la Ligue nationale de hockey
Match précédent Match suivant
Le 47e Match des étoiles de la Ligue nationale de hockey a eu lieu le 18 janvier 1997 dans la patinoire des Sharks de San José : la San Jose Arena.

## Le Match des étoiles

Logo qui aurait dû être utilisé.

Le match à San José aurait dû être joué en 1995 mais en raison de l'annulation d'une partie de la saison, il a été décidé de reporter le match en 1997.
L'équipe des joueurs de l'association de l'Est ont battu l'association de l'Ouest sur la marque de 11 buts à 7. Mark Recchi des Canadiens de Montréal a été élu MVP du match.

### Effectifs
| Entraîneurs Doug MacLean, Panthers de la Floride Alignement du départ - G John Vanbiesbrouck, Panthers de la Floride - D Ray Bourque, Bruins de Boston - D Brian Leetch, Rangers de New York - AG John LeClair, Flyers de Philadelphie - C Wayne Gretzky, Rangers de New York - AD Dino Ciccarelli, Lightning de Tampa Bay Autres joueurs - G Martin Brodeur, Devils du New Jersey - G Dominik Hašek, Sabres de Buffalo - D Paul Coffey, Flyers de Philadelphie - D Kevin Hatcher, Penguins de Pittsburgh - D Scott Lachance, Islanders de New York - D Scott Stevens, Devils du New Jersey - D Róbert Švehla, Panthers de la Floride - AD Daniel Alfredsson, Sénateurs d'Ottawa - AD Peter Bondra, Capitals de Washington - C Dale Hawerchuk, Flyers de Philadelphie - C Dale Hunter, Capitals de Washington - C Mario Lemieux, Penguins de Pittsburgh - C Eric Lindros, Flyers de Philadelphie - C Mark Messier, Rangers de New York - C Adam Oates, Bruins de Boston - AD Mark Recchi, Canadiens de Montréal - AG Geoff Sanderson, Whalers de Hartford Joueurs sélectionnés mais blessés - Jaromír Jágr (Penguins) remplacé par Adam Oates | Entraîneurs Ken Hitchcock, Stars de Dallas Alignement du départ - G Patrick Roy, Avalanche du Colorado - D Sandis Ozoliņš, Avalanche du Colorado - D Chris Chelios, Blackhawks de Chicago - AG Paul Kariya, Mighty Ducks d'Anaheim - AG Tony Granato, Sharks de San José, - AD Brett Hull, Blues de Saint-Louis Autres joueurs - G Andy Moog, Stars de Dallas - G Guy Hebert, Mighty Ducks d'Anaheim - D Viatcheslav Fetissov, Red Wings de Détroit - D Derian Hatcher, Stars de Dallas - D Al MacInnis, Blues de Saint-Louis - D Oleg Tverdovsky, Mighty Ducks d'Anaheim - AG Tony Amonte, Blackhawks de Chicago - C Jason Arnott, Oilers d'Edmonton - AD Pavel Boure, Canucks de Vancouver - AD Theoren Fleury, Flames de Calgary - AD Dmitri Khristitch, Kings de Los Angeles - AD Owen Nolan, Sharks de San José - AD Teemu Selänne, Mighty Ducks d'Anaheim - AG Brendan Shanahan, Red Wings de Détroit - C Mats Sundin, Maple Leafs de Toronto - AG Keith Tkachuk, Coyotes de Phoenix - C Steve Yzerman, Red Wings de Détroit Joueurs sélectionnés mais blessés - Joe Sakic (Avalanche) remplacé par Teemu Selänne - Peter Forsberg (Avalanche) remplacé par Brendan Shanahan |

### Feuille de match
| No                | Équipe           | Score            | Buteur (Passeur(s))              | Temps            |                  |
| Première période  | Première période | Première période | Première période                 | Première période | Première période |
| ----------------- | ---------------- | ---------------- | -------------------------------- | ---------------- | ---------------- |
| 1                 | Est              | 1-0              | LeClair (Bondra, Stevens)        | 08:52            |                  |
| 2                 | Est              | 2-0              | Lemieux (Gretzky)                | 09:49            |                  |
| 3                 | Est              | 3-0              | Recchi (Messier, Alfredsson)     | 15:32            |                  |
| 4                 | Est              | 4-0              | Hawerchuk (Lindros, Coffey)      | 16:19            |                  |
| 5                 | Ouest            | 4-1              | Boure (Sundin, Amonte)           | 17:36            |                  |
| 6                 | Ouest            | 4-2              | Kariya (Boure, Ozolinsh)         | 18:36            |                  |
| Deuxième période  |                  |                  |                                  |                  |                  |
| 7                 | Est              | 5-2              | Recchi (2) (Svehla, Messier)     | 01:56            |                  |
| 8                 | Est              | 6-2              | Sanderson (Lindros)              | 03:21            |                  |
| 9                 | Ouest            | 6-3              | Boure (2) (Selanne, Fetisov)     | 04:40            |                  |
| 10                | Est              | 7-3              | Lemieux (2) (Svehla, Ciccarelli) | 06:09            |                  |
| 11                | Est              | 8-3              | Messier (K. Hatcher, Alfredsson) | 08:45            |                  |
| 12                | Est              | 9-3              | Recchi (3) (Oates, Lemieux)      | 10:57            |                  |
| 13                | Ouest            | 9-4              | Shanahan (Hull, Ozolinsh)        | 16:38 (SUP)      |                  |
| 14                | Est              | 10-4             | Hawerchuk (2) (LeClair, Stevens) | 17:28            |                  |
| 15                | Ouest            | 10-5             | Nolan (Fleury, Ozolinsh)         | 18:54            |                  |
| 16                | Ouest            | 10-6             | Nolan (2) (Amonte)               | 19:02            |                  |
| Troisième période |                  |                  |                                  |                  |                  |
| 17                | Est              | 11-6             | LeClair (2) (Bondra, Oates)      | 08:50            |                  |
| 18                | Ouest            | 11-7             | Nolan (3)                        | 17:57            |                  |

## Concours d'habiletés
Cette section présente le résultat du concours d'habiletés. Pour chaque épreuve, sont listés l'association qui remporte l'épreuve et le joueur qui remporte l'épreuve.
| Épreuve                | Association           | Joueur                         |
| ---------------------- | --------------------- | ------------------------------ |
| Contrôle du palet      | Ouest                 | Sanderson (Est)                |
| Rapidité               | Est - 13,909 secondes | Bondra (Est) - 13,611 secondes |
| Puissance du tir       | Est - 153 km/h        | MacInnis (Ouest) - 159 km/h    |
| Relais face au gardien | Est - 24 arrêts       | Est - 24 arrêts                |
| Précision de tir       | Est - 11/31           | Bourque (Est) - 4/7            |

Vanbiesbrouck est désigné meilleur gardien avec 14 arrêts sur 16 tirs.